# Обжицко (гмина)
Обжицко (пол. Obrzycko) — сельская гмина (волость) в Польше, входит как административная единица в Шамотульский повет, Великопольское воеводство. Население — 4241 человек (на 2004 год).

## Сельские округа
1. Доброгостово
2. Гай-Малы
3. Ярышево
4. Козмин
5. Оброво
6. Ордзин
7. Пенцково
8. Пётрово
9. Слопаново
10. Стобницко
11. Зелёнагура
12. Кобыльники
13. Обжицко-Замек

## Соседние гмины
1. Гмина Любаш
2. Гмина Оборники
3. Обжицко
4. Гмина Остроруг
5. Гмина Полаево
6. Гмина Шамотулы
7. Гмина Вронки